# Casa das Artes de Laranjeiras
Casa das Artes de Laranjeiras, mais conhecida pela sigla CAL, é um centro de treinamento de mão-de-obra artística para diversos setores das artes cênicas localizada na cidade brasileira do Rio de Janeiro.

## História
Foi fundada em 1982, no Rio de Janeiro, por Eric Nielsen e Gustavo Ariani, com a colaboração de um grupo de artistas de teatro - entre eles, Sérgio Britto, Glorinha Beuttenmüller e Aderbal Freire-Filho - sob a coordenação de Yan Michalski. Desde então, a escola continua fiel à sua filosofia de trabalho, estando atualmente sob a coordenação de Hermes Frederico. Na área de teatro para crianças e adolescentes, a coordenação está a cargo de Alice Reis.

## Etapas do curso
O curso de formação profissional do ator, inicia-se com o aluno na etapa preliminar, que dura um semestre, após essa etapa o aluno passa por um teste escrito, e por uma banca.Se aprovado, ele passa para a etapa regular do curso. A etapa regular têm quatro semestres, mais uma montagem no final. Algumas das disciplinas oferecidas no curso: interpretação; interpretação realista; improviso; corpo e movimento; técnica vocal; técnica musical-canto; história da arte; história do teatro mundial.

## Faculdade CAL de Artes Cênicas
No ano de 2012, a Casa das Artes de Laranjeiras deu início ao curso de Bacharelado em Teatro (ênfase na formação de ator) em sua nova sede no bairro da Glória, na cidade do Rio de Janeiro.

## Alunos Ilustres
- Aline Borges
- Ana Beatriz Nogueira
- André Bankoff
- André Barros
- Arlindo Lopes
- Augusto Garcia
- Bárbara Reis
- Bento Ribeiro
- Branca Messina
- Bruno Ferrari
- Cacau Protásio
- Camila Morgado
- Camila Rodrigues
- Carmo Dalla Vechia
- Cláudia Lyra
- Cláudio Boeckel
- Dado Dolabella
- Dandara Mariana
- Daniel Andrade
- Daniel Dalcin
- Daniel Del Sarto
- Danielle Suzuki
- Dira Paes
- Édson Fieschi
- Eduardo Galvão
- Edward Boggiss
- Elisa Lucinda
- Eric Marmo
- Fábio Porchat
- Flávia Alessandra
- Flávia Guedes
- Floriano Peixoto
- Gabriel Stauffer
- Gabriel Weiner
- Gabriela Carneiro Da Cunha
- Giovana Cordeiro
- Gisele Fróes
- Heitor Martinez
- Heloísa Perissé
- Henrique Tavares
- Indira Nascimento
- Inês Viana
- Isabelle Marques
- Isadora Cruz
- João Miguel
- João Velho
- José Loreto
- Juliana Trevisol
- Júlia Rabello
- Júlia Guerra
- Julio Adrião
- Lavínia Vlasak
- Leonardo Carvalho
- Leon Góes
- Luana Carvalho
- Luana Martau
- Luciana Braga
- Luis Lobianco
- Luiza Valdetaro
- Malu Valle
- Marcelo Anthony
- Marcelo Serrado
- Marcos Palmeira
- Marcus Majella
- Maria Luiza Mendonça
- Moacyr Góes
- Mônica Martelli
- Murilo Benício
- Orã Figueiredo
- Otávio Müller
- Patrícia Pillar
- Pablo Sanábio
- Paulo Gustavo
- Pedro Garcia
- Pedro Neschling
- Pedro Osório
- Rafaela Mandelli
- Rainer Cadete
- Rodrigo Pandolfo
- Rodrigo Sant’anna
- Rocco Pitanga
- Rodrigo Fagundes
- Samantha Schmütz
- Sandro Rocha
- Taís Araújo
- Tammy Di Calafiori
- Thiago Rodrigues
- Vanessa Bueno
- Wendell Bendelack
- Yara Charry
- Yeda Dantas
- Zélia Duncan